# Henry-Russell Hitchcock
 (juin 2025).
Si vous disposez d'ouvrages ou d'articles de référence ou si vous connaissez des sites web de qualité traitant du thème abordé ici, merci de compléter l'article en donnant les références utiles à sa vérifiabilité et en les liant à la section « Notes et références ».
Henry-Russell Hitchcock (3 juin 1903-19 février 1987) est un historien américain de l'architecture et, pendant de nombreuses années, professeur au Smith College et à l'Université de New York. Ses écrits ont contribué à définir les caractéristiques de l'architecture moderniste.

## Jeunesse et formation
Henry-Russell Hitchcock Jr. est né à Boston, Massachusetts, le 3 juin 1903, fils d'Henry Russell Hitchcock, médecin et diplômé de la Harvard Medical School, promotion 1890, et de sa femme, Alice Davis. Il fait ses études à la Middlesex School et à l'Université Harvard, où il obtient son Bachelor of Arts en 1924 et son Master of Arts en 1927.

## L'enseignant
Hitchcock enseigne dans plusieurs collèges et universités, mais principalement au Smith College (où il est également directeur du Smith College Museum of Art de 1949 à 1955). En 1968, il s'installe à New York et enseigne ensuite à l'Institut des beaux arts de l'Université de New York. Il enseigne aussi à l'Université Wesleyan, au Massachusetts Institute of Technology, à l'Université Yale, à l'université Harvard et à l'Université de Cambridge,.
Alors qu'il enseigne à l'Université Wesleyan dans les années 1930, Hitchcock organise une exposition de photographies de Berenice Abbott sur l'architecture vernaculaire urbaine américaine.

## Auteur et historien
Au cours de sa carrière, Hitchcock écrit plus d'une douzaine de livres sur l'architecture. Son Architecture: Nineteenth and Twentieth Centuries (1958) est une étude exhaustive de plus de 150 ans d'architecture qui est largement utilisée comme manuel dans les cours d'histoire de l'architecture des années 1960 aux années 1980, et est toujours une référence utile aujourd'hui.
Au début des années 1930, à la demande d'Alfred Barr, le directeur du Museum of Modern Art, Hitchcock collabore avec Philip Johnson et Lewis Mumford à l'exposition du musée « Modern Architecture : International Exhibition » (1932). L'exposition présente le style d'architecture international européen à un public américain. Hitchcock et Johnson sont co-auteurs du livre The International Style: Architecture Since 1922, publié en même temps que l'exposition.
Quatre ans plus tard, le livre de Hitchcock, The Architecture of HH Richardson and His Times (1936) fait sortir de l'obscurité la carrière de l'architecte américain Henry Hobson Richardson tout en affirmant que les racines lointaines du modernisme européen se trouvent en fait aux États-Unis. Son livre In the Nature of Materials (1942) continue à mettre l'accent sur les racines américaines de l'architecture moderne, dans ce cas en se concentrant sur la carrière de Frank Lloyd Wright.
En 1948, Hitchcock rédige un essai pour le catalogue de l'exposition Peinture vers l'architecture : TThe Miller Company Collection of Abstract Art.
Hitchcock se concentre principalement sur les aspects formels de la conception et il considère l'architecte individuel comme le principal déterminant de l'histoire de l'architecture. Le travail d'Hitchcock tend à diminuer le rôle des forces sociales plus larges. Il est parfois critiqué pour cette approche « grand homme » ou « généalogique ».

## Victorian society
Hitchcock est un membre fondateur de  The Victorian Society (en) en Grande-Bretagne et l'un des premiers présidents de la Victorian Society en Amérique. L'un des prix littéraires de cette société est le prix Henry-Russell Hitchcock. Le prix Alice Davis Hitchcock, décerné à la fois par la Society of Architectural Historians et la Society of Architectural Historians of Great Britain (SAHGB) porte le nom de la mère de Hitchcock.

## Vie privée
Selon l'historien Douglass Shand-Tucci, Hitchcock était gay et l'un des homosexuels actifs dans les arts et les sciences humaines à émerger de l'université Harvard.
Hitchcock est mort d'un cancer à 83 ans.

## Œuvres
- Hitchcock, Henry Russell, American Architectural Books: A List of Books, Portfolios, and Pamphlets on Architecture and Related Subjects publiés en Amérique avant 1895, University of Minnesota Press, Minneapolis 1962
- Hitchcock, Henry-Russell, Architecture: Nineteenth and Twentieth Centuries, Penguin Books, Baltimore 1958 ; deuxième éd. 1963; quatrième éd. Penguin Books, Harmondsworth Angleterre et New York 1977, (ISBN 0-14-056115-3)
- Hitchcock, Henry-Russell, The Architecture of HH Richardson and His Times, Museum of Modern Art, New York 1936; deuxième éd. Archon Books, Hampden CT 1961; MIT Press, Cambridge MA 1966 [broché]
- Hitchcock, Henry-Russell, Boston Architecture, 1637-1954; including Other Communities within Easy Driving Distance, Reinhold Pub. Corp., New York 1954.
- Hitchcock, Henry Russell et Drexler, Arthur, éditeurs, Built in USA: Post-war Architecture, Museum of Modern Art (Simon & Schuster), New York 1952.
- Hitchcock, Henry Russell, Early Victorian architecture in Britain, Yale University Press, New Haven 1954
- Hitchcock, Henry-Russell, German Renaissance Architecture, Princeton University Press, Princeton NJ 1981, (ISBN 0-691-03959-3)
- Hitchcock, Henry-Russell, In the Nature of Materials, 1887-1941: The Buildings of Frank Lloyd Wright, Duell, Sloan et Pearce, New York 1942 ; Da Capo Press, New York 1975 (livre de poche), (ISBN 0-306-80019-5)
- Hitchcock, Henry-Russell et Johnson, Philip C., The International Style: Architecture since 1922, WW Norton & Company, New York 1932, deuxième édition 1966 ; réimpression de 1932 édition 1996, (ISBN 0-393-03651-0)
- Hitchcock, Henry Russell, Latin American Architecture since 1945, Museum of Modern Art, New York 1955
- Hitchcock, Henry-Russell, Modern Architecture in England, Museum of Modern Art, New York 1937
- Hitchcock, Henry-Russell, Modern Architecture: Romanticism and Reintegration, Payson & Clarke Ltd., New York 1929
- Hitchcock, Henry-Russell et autres, The Rise of an American Architecture, Praeger en association avec le Metropolitan Museum of Art, New York 1970.
- Hitchcock, Henry-Russell, Rococo Architecture in Southern Germany, Phaidon, Londres 1968, (ISBN 0-7148-1339-7)
- Hitchcock, Henry-Russell et Seale, William, Temples of Democracy: The State Capitols of the USA, Harcourt Brace Jovanovich, New York 1976, (ISBN 0-15-188536-2)